# Lundbysjön, Södermanland
Lundbysjön är en sjö i Eskilstuna kommun i Södermanland och ingår i Norrströms huvudavrinningsområde. Sjön har en area på 0,203 kvadratkilometer och ligger 23 meter över havet. Sjön avvattnas av vattendraget Tandlaån (Slytån).

## Delavrinningsområde
Lundbysjön ingår i det delavrinningsområde (657310-153748) som SMHI kallar för Mynnar i Nordösundet. Medelhöjden är 34 meter över havet och ytan är 13,94 kvadratkilometer. Räknas de 12 avrinningsområdena uppströms in blir den ackumulerade arean 170,26 kvadratkilometer. Tandlaån (Slytån) som avvattnar avrinningsområdet har biflödesordning 2, vilket innebär att vattnet flödar genom totalt 2 vattendrag innan det når havet efter 141 kilometer. Avrinningsområdet består mestadels av skog (34 procent), öppen mark (18 procent) och jordbruk (42 procent). Avrinningsområdet har 0,2 kvadratkilometer vattenytor vilket ger det en sjöprocent på 1,4 procent.